# معين الكاظمي
معين الكاظمي هو سياسي عراقي،   ينتمي الى منظمة بدر عضواً قيادياً.   شاركة في الانتخابات العراقية ضمن لتحالف الفتح.      وايضاً عضو مجلس محافظة بغداد.   

## سيرة
الكاظمي من مواليد 1961، بغداد ، العراق يعمل سياسي عراقي، و شغل منصب مساعد نائب رئيس هيئة الحشد الشعبي   للشؤون القتالية من عام 2106 الى عام 2018، و ايضاً رئيساً للجنة تخليد مجزرة تكريت. دخل الانتخابات العراقية  مرشحاً عن تحالف الفتح في اكتوبر عام 2021 و اصبح نائباً للبرلمان العراقي.    

## روابط خارجية
- حوار مع معين الكاظمي على قناة الغد[وصلة مكسورة]
- لقاء مع معين الكاظمي على قناة الرشيد